# Fills i amants
Fills i amants és una novel·la de D. H. Lawrence publicada el 1913 i adaptada al cinema i la televisió en diverses ocasions. Narra les relacions familiars i de parella de principis del segle XX en un ambient rural i obrer. Va ser censurada per obscenitat a causa de determinades escenes sexuals i suggeriments de la trama. És considerada un dels clàssics de la literatura anglesa contemporània.

## Història
D. H. Lawrence va escriure la novel·la mentre la seva mare estava malalta, fet que reforça els enormes vincles biogràfics de la trama, reforçats per les cartes explicatives que va enviar durant aquest període a diversos amics. Aquesta primera versió va ser destruïda. Una segona versió, titulada Paul Morel com el protagonista de la història, es conserva parcialment. Va ser profundament revisada amb períodes de descans per canvis en la vida de l'autor (entre ells el matrimoni). Quan va reescriure-la completament la va intentar publicar però va rebre una resposta negativa. Les crítiques d'aquest rebuig van forçar una quarta versió, on van aparèixer elements per fer-la una història més coral (d'aquí el canvi de títol a l'actual en plural) però sense cedir en els trets fonamentals de la trama. Aquest quart esborrany va ser el que s'enviaria novament a la publicació, aquest cop reeixint.
La primera edició, el 1913, va patir una forta censura que va provocar que Edward Garnett eliminés unes vuitanta pàgines del manuscrit. Garnett, a qui es dedica la novel·la, va ser un dels mentors literaris de Lawrence però va considerar que els passatges de parella eren massa sensuals per a la moral de l'època (ell mateix s'havia vist privat d'estrenar una obra teatral per escàndol i, per tant, coneixia a fons els mecanismes editorials i del públic referents a la moral). Fins dècades després no es va poder restaurar el text original complet però, malgrat aquest fet, el llibre es va reeditar amb gran èxit.

## Argument
L'obra es divideix en dues parts. Al començament s'adopta el punt de vista de la mare de família, qui no és feliç al seu matrimoni perquè el seu marit és inculte i no pot satisfer-la espiritualment. Ell es gasta bevent gran part del seu sou i a ella li manquen els diners per criar els nens. Després de diversos episodis de violència, ella es refugia en els seus fills, qui li podran omplir el sentit de la vida. El capellà local escolta les seves confidències. Posteriorment s'associa a la cooperativa de dones, on porta també els seus fills per rebre educació.
Quan William comença a fer-se gran, la seva mare desaprova que surti a ballar i conegui noies, en un inici de la relació possessiva que mantindrà en la resta de la història. William aconsegueix una bona feina a la ciutat i sembla que complirà els somnis de la seva mare de progrés però s'allunya del nucli familiar en conèixer les diversions urbanes. Paul va assolint progressivament aleshores el rol de fill gran. Aprèn de ben petit les mancances econòmiques de la seva mare i promet ajudar-la amb el seu sou quan pugui treballar.
Malgrat la seva timidesa i dubtes, quan té catorze anys Paul demana una feina a una fàbrica tèxtil i l'aconsegueix. Cada dia viatge en tren a la ciutat i en tornar explica cada detall a la seva mare, la qual viu a través d'ell una altra vida imaginària. Al mateix temps William es promet amb una noia que no agrada a la seva mare per considerar-la massa frívola (com prova al seu parer una foto que envia com a presentació massa sensual). Aquí comença la seva decepció amb el seu fill gran, fins ara encara el predilecte, fet que fa créixer el rol de Paul a la llar.
Els fills abandonen progressivament la casa per fer la seva vida amb diferents graus d'èxits i només hi roman Paul, que actua com a suport de la mare mentre el marit treballa o fins que arriben les vacances i tornen els germans. En un d'aquests períodes de descans William apareix amb la seva promesa, que no encaixa amb els seus i això fa que l'acabi odiant. Mentrestant Paul descobreix la granja dels Leivers on pot viure les tasques senzilles del camp i un bon ambient familiar.
William torna a la seva feina però emmalalteix. La seva mare va a cuidar-lo però ja és massa tard i mor. Aquesta mort fa caure Gertude en una profunda depressió, ja que han mort amb ell les seves esperances de canvi. Només el fet que Paul caigui també malalt la fa recuperar l'ànim de viure, donat que ha de lluitar per salvar-lo. Aleshores ell es converteix de manera definitiva en el seu objecte de passió i això acaba la primera part de l'obra.
Paul es va fer cada cop més amic de Míriam, la filla dels Leivers perquè ella sembla entendre'l millor que ningú. La seva mare desaprova aquesta relació, perquè tem que la Míriam l'allunyi d'ella, a causa de la intensitat amb què viu tots els esdeveniments de la seva vida. Paul des d'aquest moment està dividit entre Míriam i la seva mare i no comprèn els seus propis sentiments. Els amics també ridiculitzen la Míriam i ell es mostra diferent quan està sol amb ella o quan està amb més gent.
Un dia que el Pau va de visita a casa de la Míriam, coneix la Clara, per qui se sent atret. Aquest fet, unit als retrets constants de la seva mare, porten al primer intent de trencament amb la Míriam. Apareixen igualment els primers símptomes que la salut de Gertrude comença a ressentir-se. Paul comença a intentar triomfar professionalment com artista, amb pintures que solament Míriam pot comentar de manera cabal. En l'entrega d'un premi pictòric, Paul usa per primer cop una jaqueta de William, escena que simbolitza el relleu definitiu en la primogenitura.
Paul demana a Míriam de tenir relacions sexuals i ella accedeix com a sacrifici perquè l'estima malgrat que no ho troba bé. Posteriorment ell constata que la unió no ha estat autèntica i que mai no voldrà casar-se amb ella i que per tant ha de tallar la relació. Aquest trencament fa que passi més temps amb la seva mare, però al mateix temps que comenci a tenir cites amb la Clara a la ciutat. Paul la porta a casa i s'alegra en veure que la seva mare i ella es porten bé però Gertrude tampoc no pot donar el vistiplau a la seva relació perquè ella és una dona casada. Malgrat això, el Paul visita sovint la Clara i esdevenen amants.
En un bar, Paul coneix el marit de la Clara, Baxter Dawes, el qual comença una baralla pel seu honor. Llavors Paul descobreix que la Clara mai no es divorciarà del seu espòs tot i les crítiques sobre la seva conducta i alhora s'adona que ell l'estima sexualment però no a nivell espiritual. Comenta a la seva mare que mai no podrà trobar parella, extrem que la Gertrude nega.
El doctor revela que la mare fa temps que té càncer i que està molt greu de salut. Paul deixa de banda tant la seva feina, com el seu art o el seu amor per estar al seu costat, juntament amb la seva germana. Alterna aquesta vetlla amb les visites a Baxter, que també està malalt, i a qui se sent proper per compartir la Clara. La Gertrude resisteix més del que preveien els metges pel desig de quedar-se amb el seu fill, fet que a ell l'angoixa profundament en veure el patiment i el dolor físic que experimenta la seva mare. Per això decideix donar-li morfina en una sobredosi després de parlar-lo amb la seva germana.
Quan la mare mor, en Paul sent que ell també és mort. La família queda desunida i el jove ha de prendre una decisió sobre què fer a partir d'ara. Ajuda a Baxter a recuperar la seva dona, a qui abandona voluntàriament i intenta tornar amb la Míriam. Ella li proposa matrimoni però ell s'adona que no podrà estar mai amb ella, perquè l'ombra de la seva mare encara el turmenta. Es planteja el suïcidi però al final de la novel·la decideix que ha de seguir viu.

## Personatges

### La família Morel
- Walter Morel: el pare de família és un miner que es casa enamorat però que es va allunyant de la seva dona per l'alcoholisme i per la seva incapacitat per fer prosperar els seus fills, fet que provoca el menyspreu d'ella. Mentre els nens són petits apareix com una figura brutal i inconstant, amb episodis de violència, però posteriorment és relegat per tots i quan es queda vidu abandona la casa familiar, incapaç de viure sol. Apareix com un home poruc i fanfarró, però alhora anul·lat per ella. Les escenes felices s'associen sempre a l'ambient domèstic on ell actua realment com un pare i construeix coses amb els nens.
- Gertrude Morel: la mare és el centre de la família i de l'amor dels seus membres. Els seus fills no actuen sense la seva aprovació i no poden mantenir relacions amoroses amb altres dones normalitzades a causa de la seva excessiva influència en ells, ja que és descrita com una dona molt possessiva i exigent.[2] Representa el sentit comú, el desig de millora social i la contenció emocional en públic. Té ànsies de cultura i treballa de valent al llarg de tota la vida pels seus, fins i tot quan cau greument malalta.
- William Morel: el fill gran de la família, estudia per sortir de la pobresa i aconsegueix un bon treball a la ciutat però allà es perd per culpa d'una dona massa capriciosa que l'arruïna i el fa emmalaltir en adonar-se de com és. És la primera via d'escapament de la seva mare, que queda profundament afectada per la seva mort en la joventut i llavors bolca totes les seves esperances en el segon fill home.
- Annie Morel: és l'única filla de la parella. Treballa com a mestra i es casa feliçment amb un conegut del poble. Pot escapar de la influència asfixiant de la mare per ser dona i així aconseguir realitzar-se. Té un paper menor que els altres membres de la família a la trama i actua com a contrast o per reforçar el rol femení de cuidadora, especialment durant la malaltia de la mare.
- Paul Morel: protagonista de la novel·la, és el fill que més unit està a la seva mare, a qui explica tot els detalls de la seva vida i a qui promet no deixar mai. Vol compensar-la per la infelicitat del seu matrimoni i per aquest motiu ell és incapaç de comprometre's amb una parella estable. És descrit com un artista sensible i reflexiu, que hereta de la seva mare les ànsies de progrés social.
- Arthur Morel: ell fill petit neix a destemps i és el preferit del pare, ja que és qui més s'hi assembla. D'ell es destaca la seva impulsivitat, que el porten a deixar embarassada una noia amb qui es casa, abandonant ben aviat el nucli familiar. No té tanta ambició com la resta dels seus germans ni mostra els seus conflictes emocionals i per això no ocupa un paper principal en la història.

### Altres personatges principals
- Míriam: representa la dona pura del romanticisme. Té una base real en la figura de Louie Borrows, una dona amb qui l'autor va estar compromès. És qui més coneix l'ànima de Paul, de qui està bojament enamorada, però la seva incapacitat per acceptar la natura més mundana del noi fa que la relació fracassi. Mostra una baixa autoestima i una tendència a l'aïllament i el misticisme.
- Clara: una dona més gran que Paul, de qui es fa amant malgrat estar casada i malgrat les seves aparents crítiques cap als homes. Compromesa amb el sufragi femení i el moviment associat, treballa cosint per mantenir-se després d'haver abandonat el seu marit. Actua com a contrast de Míriam, perquè simbolitza la passió sexual i l'hedonisme.
- Baxter Dawes: marit de la Clara, agredeix en Paul quan s'assabenta de la seva relació però acaben reconciliant-se quan cau malalt al mateix temps que la mare del jove. Sempre ha estimat la Clara i la vol recuperar però no se sent a la seva alçada i malgrat ser el rival arquetípic i un home gelós, la visió de la novel·la sobre ell és la d'una persona feble i digna de compassió, d'aquí el final on recupera la seva llar.
- Mrs. Leivers: mare de Míriam, apareix com la figura de la mare arquetípica però amb un rol molt més passiu que la progenitora del protagonista. Té una visió negativa del sexe que transmet a la seva filla, un acte al qual li toca sotmetre's com un sacrifici (tot i que va tenir set fills), concepte que imita la Míriam per a disgust del Paul.
- Edgar: germà de Míriam i amic de Paul, representa la sana diversió fora de la llar i una possible via d'escapament (frustrada) cap a un món masculí.

### Personatges secundaris
- Mrs. Radford: mare de la Clara, que desmunta el seu posat aristocràtic i antimasculí defensant la unió tradicional entre home i dona. Acull en Paul perquè creu que pot ajudar la seva filla. Representa una visió positiva de la classe baixa (ella és minyona i cosidora), en contrast amb el món miner masculí.
- Thomas Jordan: cap del Paul a la fàbrica, apareix com un burgès curt de mires i inculte malgrat la seva posició.
- Louisa: promesa de William, representa les dones frívoles de classe mitjana, que tenen aires de grandesa però poca vida interior. William queda enlluernat per la seva bellesa però acaba rebutjant-la per la seva superficialitat i perquè és conscient que ella és incapaç d'estimar-lo vertaderament.
- Família Leiviers: actuen com a segona llar del Paul, associats a la seva granja i la puresa del camp.
- Fanny i companyes: dona discapacitada que és companya de Paul a la fàbrica. Simbolitza les relacions innocents i fàcils amb les dones, allunyades del compromís amorós.
- Jerry: amic de Walter Morel, representa la classe minera i la seva senzillesa.
- Mr. Heaton: clergue que ajuda a educar els fills dels Morel i que serveix com a amic i confessor de la seva mare fins que ella pot tenir una relació adulta amb els seus fills.

## Temes
La novel·la és fortament autobiogràfica. Lawrence va créixer en el món dels miners de carbó, que actua com a marc social de la família Morel. La mare, però, d'un origen social superior, no accepta veure's tancada en aquests límits tan estrets i educa els seus fills perquè n'escapin, projectant els seus anhels en ells. El tema de la classe social està present a tota la història: Paul se sent superior al seu pare i creu que l'art (i no la fàbrica) l'ajudarà a elevar-se per sobre del seu entorn, concepció que la seva mare estimula. La classe baixa s'associa a l'instint ineducat i la classe mitjana a la cultura. La classe alta no apareix al llibre. La cultura està, doncs, associada a l'ascens social. Paul, Míriam i la seva mare llegeixen molt malgrat el seu origen humil i valoren l'art i els estudis com a vies de promoció i per cultivar la seva ànima. Les cites literàries, les representacions teatrals, la poesia i la pintura tenen un paper primordial en el llibre. Les angoixes monetàries fan que no puguin usar plenament aquest art com aliment espiritual i la senyora Morel veu en la pintura del seu fill una via per assolir la fama i la riquesa, no com a expressió de la seva intimitat.
La sexualitat és un tema recurrent en la novel·la però es tracta de manera més al·lusiva i indirecta que altres obres posteriors de l'autor, com L'amant de lady Chatterley, prohibida en vida de Lawrence. El sexe és vist com quelcom inevitable però alhora culpable. Paul triga massa a perdre la virginitat i això el turmenta però les seves dues relacions són clarament insatisfactòries: o només té el cos de la dona (Clara) o no arriba a la passió (Míriam). Ell es desfoga només amb elles però no assoleix la plenitud que associa al sexe en els seus discursos amb les seves amants. És un sexe culpable perquè a més a més no es dona en el si del matrimoni, sinó d'amagat. Per això el sexe és l'únic de la seva vida que oculta a la seva mare. El sexe no es lliga mai totalment a l'amor, que quan apareix fora de la família sempre té aspectes amargs.
El complex d'Èdip apareix clarament retratat en els dos fills grans en relació amb la seva mare, que els fa odiar el pare (especialment en el cas de Paul, el que més proper se sent a ella) i ser incapaços de tenir una relació amorosa amb altres dones. El títol "Fills i amants" insisteix que aquest és el tema principal de l'obra, perquè tant William com Paul no poden ser feliços perquè tenen aquesta dualitat de fills i amants amb la seva mare, la qual bolca en ells les seves frustracions i adopta també un caràcter edípic en la seva estimació. Paul assumeix progressivament el rol del marit de la seva mare, tret del sexe: porta diners a casa, l'escolta, la fa viure a través dels seus progressos, la consola quan Walter li falla. Fins i tot quan ella mor, continua present a la seva vida i li impedeix contraure matrimoni amb la Míriam. La relació edípica sembla trencar-se amb el final, quan ell renuncia al suïcidi, però com que la novel·la acaba just en aquell instant i en un ambient fortament pessimista, no es pot jutjar si el Paul serà capaç de recobrar-se. La crítica ha qualificat per aquest fet el llibre com una novel·la de "deformació" en comptes de ser l'aparent Bildungsroman que suggereix la narració del pas a la vida adulta d'un jove. Lawrence va conèixer el pensament de Freud i va referir-se a aquesta qüestió en diverses cartes.
Un altre tema rellevant és el paper de la dona en un moment en què el rol femení està històricament en qüestió. La dona es presenta sobretot com a esposa i mare, que és la seva funció més important. Així, Mrs. Radford rebutja sarcàsticament el feminisme de la seva filla i la mateixa Clara acaba acceptant les convencions i tornant amb el seu marit per fundar una família. Paul veu que no pot seguir la seva relació amorosa tant amb la Clara com amb la Míriam quan veu que no es podrà casar amb elles o que no se les imagina ocupant el lloc de la seva mare. Gertrude i la senyora Leivers actuen com a mares modèliques, vivint només per als seus fills i suportant els seus marits. El segon paper que se li atorga a la dona és el d'ànima bessona o verge eterna, que encarna Míriam, a qui el mateix Paul titlla de monja. Míriam és espiritual i sensible com se suposa que han de ser les dones, coneix i valora el vessant artístic del jove però no sembla poder acceptar el vessant que té d'home. El tercer paper és el de dona apassionada, que s'associa a la Clara o a la dona d'Arthur, dones que sí que gaudeixen del sexe però que són superficials o massa voluptuoses i que sempre porten problemes als homes amb els quals s'ajunten.

## Estil
El narrador explica els fets en tercera persona i adopta un punt de vista omniscient, ja que pot copsar els sentiments i pensaments dels personatges. El punt de vista, però, no és ni equilibrat ni objectiu, perquè segueix primer la mare i després Paul en les seves reflexions (un a cada part de la novel·la) i opina constantment sobre tot el que passa.
Un dels trets més remarcables de l'estil de Lawrence és la seva cura en reflectir la llengua parlada i els diferents registres que aquesta adopta. Els miners, representats pel pare i els seus amics, usen el dialecte anomenat East Midlands English, que es caracteritza per les contraccions de mots, escrites tal qual es pronunciarien, i per les paraules d'argot. Paul no parla com el seu pare, ni tampoc ho fan les dones encara que siguin pobres. El diàleg apareix sempre en les relacions d'aquest amb les dones de la seva vida i a través d'ell el lector coneix la ment dels personatges.
Els capítols no sempre corresponen exactament a canvis en l'acció, que poden esdevenir-se sense cap transició enmig d'una escena. El narrador explica anècdotes que insinua que passen diverses vegades i incorre en el·lipsis temporals freqüents, fent avançar la narració a salts mentre els nens creixen i es tornen adults. Els capítols tenen títols descriptius però que no trenquen amb el suspens de la trama, que avança de manera ni lineal pels flaixbacs intercalats i per les anticipacions que duen a terme els personatges en monòlegs interiors.
Lawrence usa l'antítesi com a principal via de descripció, de manera explícita en les reflexions dels seus personatges i en la veu narrativa externa: la lògica de Gertrude Morel oposada a la religiositat dels Laviers; el cos i l'ànima del Paul que lluiten de manera separada per dues dones; la vida interior i exterior; la lluita de la classe baixa i la mitjana; l'oposició del camp i la ciutat... El caràcter híbrid del mateix protagonista, escindit entre l'amor i la relació materna o entre el que vol a estones i el que creu que hauria de voler és el màxim exponent d'aquesta dualitat i explica que no es pugui arribar a un final feliç.

## Símbols
La novel·la s'estructura al voltant de diversos símbols. El primer és la casa de la família Morel, l'habitatge, que representa el lent ascens social de la família Morel gràcies al treball dels fills i l'estalvi de la mare. Els elements humils de les diferents cases de les dones o dels Morel adscriuen clarament la història a un ambient proletari. El conflicte de classe està al centre de la ruïna del matrimoni de Walter i Gertrude i afectarà els seus fills en tota la seva vida futura.
El camp apareix com un locus amoenus encarnat per la granja Willey dels Leivers, on regna un ambient casolà i en Paul pot conèixer més de prop la natura, que és sempre un reflex de l'ànima dels personatges i del seu estat d'ànim. Els paisatges són descrits sempre fent èmfasi en la seva bellesa i en els sentiments que aquesta provoca en qui la contempla. Per contra la ciutat apareix com quelcom brut, un "esborrany" lleig en paraules de Paul, el qual sent que no és artística. El tren que porta els Morel a la ciutat els allunya del seu hàbitat natural: l'hospital en una lesió del pare, on William es perd i mor, on Arthur viu per haver abandonat la llar, on Paul pateix l'agressió de Baxter. La fàbrica, arquetip de la ciutat, proveeix Paul de bons moments amb les companyes però és vista com un mitjà per guanyar-se la vida, una vida autèntica que sempre comença quan s'acaba l'horari laboral.
Les flors com a màxima expressió d'aquesta natura tenen un paper cabdal com a símbol. No solament ajuden a ambientar les escenes, sinó que representen les qualitats del trio amorós: cada membre de la relació les cull de diferent manera. Míriam les talla amb respecte, mirant cada flor com un ésser sagrat del qual aspira el perfum i que li permet entrar en connexió amb Déu. Paul selecciona les més vistoses, d'acord amb criteris artístics, i les talla de manera decidida. També les usa per adornar el vestit de les seves amants en el moment de la intimitat o abans de diàlegs importants i les porta com a ofrena a la mare. La Clara al principi les considera mortes en quant deixen el seu camp, fruit del seu desengany per la vida (per culpa de la relació amb el seu marit) i de la seva incapacitat d'arribar al sublim.